# Левова кров
«Левова кров» (англ. Lion's Blood) — роман американського письменника Стівена Барнса з альтернативної історії 2002 року. Книга отримала премію Endeavor Award 2003 року. За ним йде продовження — «Серце зулу».
Роман представляє альтернативний світ, де ісламська Африка є центром технічного прогресу та навчання, тоді як Європа залишається переважно племінною та відсталою. У романі використовуються як григоріанський календар, так і ісламський календар хіджри.
Назва походить від священного ножа Абу Алі, який називається Левова кров (або «Насаб Асад» по-арабськи), який носили в бій члени родини Абу Алі протягом десяти поколінь. Він виготовлений із «гостра сталь і кістка… Руків'я з чорного рогу носорога, прикріплене до руків'я шістьма важкими сталевими заклепками. Легенда свідчить, що сталеве лезо було виплавлене ковалями Беніну з метеорита, що впав, а його розпечене до білого розжарення лезо загартовувалося живою кров'ю лева».

## Сюжет
Історія починається з Ейдана О'Дере, білого європейця, який росте в примітивній Ірландії ХІХ століття разом зі своїм батьком-язичником, матір'ю-християнкою та сестрою-близнючкою. На їхнє село нападають вікінги, і батько Айдана гине в битві, а Айдан та решта його родини забираються в рабство. Пізніше їх продають чорним торговцям-рабами в Андалусі та везуть до Білалістану (південний схід Північної Америки) Середньою протокою. Багато хто гине в дорозі, а у матері Айдана трапляється викидень. Під час подорожі Айдан клянеться сестрі, що якщо їх розлучать, він знайде її.
На аукціоні рабів сестру Айдана відлучають від них і продають як служницю, а Айдана та його матір продають Вакілу, на ім'я Абу Алі Джаллаледдін ібн Рашид аль-Куші, власнику плантації під назвою Дар Куш. Дар-Куш відомий своїм поблажливим ставленням до білих рабів, яке навіть дозволяло їм зберігати рідну релігію, культуру та мову.
У сім'ї Вакіл троє дітей: Алі, старший син; Елена, молодша дитина і єдина донька; і середня дитина і молодший син Кай, незграбний, сором'язливий хлопчик, який відчуває, що ніколи не виправдає очікувань свого батька. Одного дня Кай і Айден зустрічаються і стають несподіваними друзями. Айден допомагає Каю у витівці, за яку його б'ють батогом, але Кай рятує його від більшої частини покарання і обирає його своїм лакеєм/слугою. Попри різницю в статусі, між хлопцями зав'язується міцна дружба.
Кай і Айдан ростуть разом і залишаються близькими, поки між ними не встане наполовину мавро-андалузка, наполовину гречанка-рабиня, яка була подарунком Каю. Розрив відбувається, коли дівчина закохується в Айдана, що призводить до бійки між ними. Хоча Кай має кращі бойові навички, здобуті завдяки формальним тренуванням, Айден набагато сильніший, з більшою силою удару та витривалістю, досягнутими завдяки кільком рокам виснажливої праці. В результаті Айден перемагає Кая. Хоча Кай розлючений і принижений, він не карає їх далі і дозволяє їм бути разом.
Ставши дорослими, обидва хлопці зазнають кількох змін. Кай приймає суфізм, починає відчувати почуття до нареченої свого брата, виявляє, що збирається одружитися за домовленістю з принцесою зулу і починає сумніватися в практиці рабства. Айден, нарешті маючи щось, за що варто боротися, починає рвати пута свого рабства, що ще більше вбиває клин між двома друзями. Після того, як його дружину (теж невільницю) і новонародженого сина вивозять на плантацію дядька Кая, Айдан стає учасником повстання рабів Дар Куша та сусідніх плантацій. Використовуючи повстання як прикриття, Айдан та інші раби намагаються втекти, але їх схоплюють, і малолітній син Айдана ледь не гине. Однак Кай, який оплакує загибель свого батька під час повстання, знову рятує Айдана від покарання.
Пізніше Білалістан опиняється у стані війни з ацтеками за цінну пам'ятку Білаліану, мечеть Аль-Аму (Святилище Батьків), яка стоїть на кордоні між Білалістаном і територією ацтеків. Кай та Айдан приєднуються до армії, що прямує назустріч. Під час останньої битви біля Святилища Отців Кай очолює військо після того, як зулуси відмовляються від бою через підозрілу смерть їхнього вождя Шаки Зулу та старшого брата Кая — Алі. Обіцяючи свободу всім рабам, які прийшли з військом, Білаліанці здобувають перемогу, зруйнувавши Храм Отців з більшістю вцілілих ацтекських сил всередині.
Кай, тепер герой війни, виконує свою обіцянку звільнити всіх рабів, які воювали разом зі своїми родинами. Повернувшись додому, він виявляє, що його дядько взяв дружину Айдана як коханку і відмовляється її звільнити, змушуючи Кая вступити з ним у двобій, що призвело до смерті дядька Кая. Кай, тепер єдиний живий чоловік у своїй родині, займає його місце як Вакіл з Дар-Куша, тоді як Айдан і його родина виїжджають, щоб почати нове життя вільновідпущеників і вільновідпущениць.

## Персонажі
Айдан О'Дере — Айдан є ірландським рабом у Новому Джибуті. Він виріс у кранозі О'Дер в Ейрі, був захоплений вікінгами, коли був хлопчиком, і був проданий у рабство. Протягом першого року перебування в рабстві в маєтку Абу Алі він подружився з Каєм і став його прислужником.
Несса О'Дере — Несса — сестра-близнючка Айдана, яка розлучилася з Айданом і їхньою матір'ю після того, як прибула до аукціону рабів у Білалістані.
Дейрдра О'Дер — Дейрдра — мати Айдана та Несси. На відміну від свого чоловіка, який є друїдом, Дейрдра є християнкою. У неї трапляється викидень під час середнього уривка, але вона переконує продавців рабів залишити Айдана з нею, демонструючи своє вміння писати.
Махон О'Дер — Махон — батько Айдана і Несси, рибалка і вождь краног О'Дер. Він був убитий вікінгами, коли ті прийшли захопити рабів.
Абу Алі Джаллаледдін ібн Рашид аль-Куші — Абу Алі є вакілом у Новому Джибуті, надзвичайно багатим і другим за владою після губернатора. Абу Алі має ефіопське походження, з племені Адери з Харара. Йому належить величезна плантація Дар Куш, а також понад 200 рабів.
Алі ібн Джаллаледдін ібн Рашид — Алі є старшим сином Абу Алі, очікується, що він успадкує плантацію свого батька та місце в сенаті, і його навчають як воїна. Він заручений з Ламією Месганою, племінницею імператриці, у політичному шлюбі.
Кай ібн Джаллаледдін ібн Рашид — Кай — другий син Абу Алі, і більше цікавиться книгами, ніж битвою. Він того ж віку, що й Айдан, і дружить з ним після того, як Ейдан бере на себе провину за витівку Кая, роблячи його своїм лакеєм.
Еленія бінт Джаллаледдін ібн Рашид — Еленія є наймолодшою з трьох дітей Абу Алі та вундеркіндом сатранджа з раннього дитинства (гра, схожа на шахи).
Малік ібн Рашид аль-Куші — Малік — молодший брат Абу Алі та могутній воїн, який отримав прізвисько «Аль-Насаб» (Лев).
Шака каСензангахона (Шака Зулу) — Шака — вождь зулу, полковник армії та запеклий воїн, а також наймогутніший немусульманин у Новому Джибуті.

## Музичний зв'язок
Альбом Хізер Александер Insh'Allah заснований на «Левовій крові». Вони були написані одночасно, і в книзі цитуються тексти кількох пісень.